# Mount Wilhelm
Der Mount Wilhelm (dt.: Wilhelmsberg) ist mit einer Höhe von 4509 Metern der höchste Berg Papua-Neuguineas. Er ist Teil des Bismarckgebirges.
Die Provinzen Simbu, Jiwaka und Madang grenzen hier aneinander. Der Berg ist einer der höchsten der Insel Neuguinea.
Der Mount Wilhelm erhielt seinen Namen 1888, als der deutsche Journalist und Forschungsreisende Hugo Zöller das Finisterre-Gebirge südöstlich von Madang bestieg und die vier höchsten Berge des Bismarckgebirges nach Reichskanzler Otto Fürst von Bismarck und seinen drei Kindern, Marie von Bismarck-Schönhausen, Herbert von Bismarck und Wilhelm von Bismarck, Ottoberg, Mariaberg, Herbertberg und Wilhelmsberg benannte.
Im August 1938 waren Leigh Grant Vial, ein Regierungsbeamter, und zwei Einwohner Papua-Neuguineas die ersten beurkundeten Besteiger des Bergs.
Während des Zweiten Weltkriegs stürzte am 22. Mai 1944 ein US-amerikanisches Flugzeug vom Typ F-7A am Berg ab.

## Bergsteigen
Zwei Wege führen zur Spitze. Der beliebtere ist der relativ einfache Weg vom Dorf Keglsugl an der Straße von Kundiawa in der Provinz Simbu. Ein zweiter, schwierigerer Weg beginnt im Dorf Ambullua in der Jiwaka Province. Die beste Jahreszeit für eine Besteigung des Mount Wilhelm ist von Mai bis November.